# Beaufour
Beaufour est une ancienne commune française du département du Calvados et la région Normandie, associée à Druval et Saint-Aubin-Lébizay, au sein de la commune de Beaufour-Druval depuis le 1er janvier 1973. Elle est peuplée de 160 habitants.

## Toponymie
Le nom de la localité est attesté sous la forme Belfou vers 1040 et 1066, Bellafagus en 1195.
L'adjonction tardive d'un r final est due a une francisation erronée, il a été rajouté pour donner un sens à un toponyme devenu incompris, mais Beaufour évoque  le hêtre par l’ancien français fou.

## Administration
| Période | Période  | Identité       | Étiquette | Qualité                                  |
| ------- | -------- | -------------- | --------- | ---------------------------------------- |
|         |          |                |           |                                          |
| ?       | En cours | Denise Davoust | SE        | Responsable technique secteur de la mode |

| Période | Période | Identité | Étiquette | Qualité |
| ------- | ------- | -------- | --------- | ------- |
|         |         |          |           |         |

## Démographie
| 1793 | 1800 | 1806 | 1821 | 1831 | 1836 | 1841 | 1846 | 1851 |
| ---- | ---- | ---- | ---- | ---- | ---- | ---- | ---- | ---- |
| 322  | 255  | 327  | 317  | 271  | 319  | 281  | 261  | 225  |

| 1856 | 1861 | 1866 | 1872 | 1876 | 1881 | 1886 | 1891 | 1896 |
| ---- | ---- | ---- | ---- | ---- | ---- | ---- | ---- | ---- |
| 247  | 230  | 233  | 223  | 218  | 210  | 219  | 192  | 165  |

| 1901 | 1906 | 1911 | 1921 | 1926 | 1931 | 1936 | 1946 | 1954 |
| ---- | ---- | ---- | ---- | ---- | ---- | ---- | ---- | ---- |
| 166  | 183  | 166  | 133  | 128  | 136  | 136  | 128  | 116  |

| 1962 | 1968 | 1975 | 1982 | 1990 | 1999 | 2008 | 2013 | 2018 |
| ---- | ---- | ---- | ---- | ---- | ---- | ---- | ---- | ---- |
| 93   | 127  | -    | -    | -    | -    | 129  | 120  | 163  |

| 2021 | - | - | - | - | - | - | - | - |
| ---- | - | - | - | - | - | - | - | - |
| 160  | - | - | - | - | - | - | - | - |